# Vachellia astringens
Vachellia astringens là một loài thực vật có hoa trong họ Đậu. Loài này được (Gillies ex Hook. & Arn.) Speg. miêu tả khoa học đầu tiên năm 1923.